# Phaeolejeunea
Phaeolejeunea là một chi rêu trong họ Lejeuneaceae.